# División Intermedia (Callao) 1933
La División Intermedia del Callao, fue la segunda categoría del fútbol del Callao, debajo de la Primera División Provincial del Callao. Fue la segunda edición del campeonato, llevado a cabo en 1933.

## Historia
En la temporada 1933, la División Intermedia Chalaca, era la categoría inferior a la Primera División Provincial del Callao. En esta temporada si hubo ascensos y descensos de la liga. El club Atlético Excelsior logra el ascenso a la Primera División Provincial del Callao de 1934. A su vez, el equipo Deportivo Inca Callao (que cambió su nombre anterior Próspero y Mario Antola), pierde la categoría y retorna a la Segunda División Provincial de Fútbol del Callao.
Los equipos Telmo Carbajo, Porteño y Unión Estrella no participaron en la División Intermedia, ya que fueron invitados a participar en la primera división del Callao.

## Equipos participantes
- Atlético Excelsior - Campeón y asciende a la Primera del Callao 1934
- Sportivo White Star - Subcampeón
- Progresista Apurímac
- Social San Carlos
- Marcelo Pastor
- Erasmo Zorrilla
- Deportivo Inca Callao - pierde la categoría